# Казталовка
Казталовка (каз. Казталовка) — село в Казахстане, административный центр Казталовского района Западно-Казахстанской области, в 330 км к юго-западу от г. Уральск. Административный центр Казталовского сельского округа. Код КАТО — 274830100.
В 1961—1997 — центр Казталовского овцеводческого хозяйства. На его основе в Казталовке образованы ТОО «Мирас», производственный кооператив и 24 крестьянских хозяйства.

## История
Поселение образовалось в 1830-х годах как форпост. В 1871 году форпост был ликвидирован и в поселении осталось небольшое количество татары-торговцев. Начинает обращать на себя внимание лишь с 1886 года, когда здесь наращивается торговля. В этот период поселение пополняется дополнительными притоками татар, также подселялись казахи и русские.
К 1891 году в селе насчитывалось 586 жителей, в том числе 339 казахов, 198 татар и 49 русских.

## География
Село расположено на левом берегу реки Малый Узень. Через село проходит автомобильная дорога республиканского значения Уральск — Казталовка — Жанибек.

## Население
В 1999 году население села составляло 5008 человек (2511 мужчина и 2497 женщин), в 2004 году — 5,1 тыс. человек. По данным переписи 2009 года в селе проживало 5055 человек (2499 мужчин и 2556 женщин).
По данным на 1 января 2019 года население села составляло 4957 человек (2448 мужчин и 2509 женщин).